# 129073 Sandyfreund
129073 Sandyfreund è un asteroide della fascia principale. Scoperto nel 2004, presenta un'orbita caratterizzata da un semiasse maggiore pari a 3,1522575 UA e da un'eccentricità di 0,1330937, inclinata di 3,28422° rispetto all'eclittica.